# Primulina lepingensis
Primulina lepingensis là một loài thực vật có hoa trong họ Tai voi (Gesneriaceae). Loài này có ở Giang Tây (Trung Quốc); được Z.L.Ning & Ming Kang mô tả khoa học đầu tiên năm 2014. Mẫu vật gốc thu hái tại cao độ 419 m gần trấn Hồng Nham, Lạc Bình, Cảnh Đức Trấn, vì thế tên loài là lấy theo địa danh Lạc Bình.